# Medasina pelia
Medasina pelia är en fjärilsart som beskrevs av Eugen Wehrli 1941. Medasina pelia ingår i släktet Medasina och familjen mätare. Inga underarter finns listade i Catalogue of Life.